# Kevin Williamson
Pour les articles homonymes, voir Williamson.
Kevin Williamson, né le 14 mars 1965 à New Bern (Caroline du Nord), est un réalisateur, producteur et scénariste américain.
Il se fait connaitre en écrivant le scénario du film d'horreur Scream (1996) de Wes Craven. Il est à l'origine de ce projet qui donnera naissance à une franchise dont il écrira le deuxième et le quatrième volet. Il produira les films suivant et réalise le 7e. Au cinéma, il est aussi connu pour son travail de scénariste sur les films Souviens-toi... l'été dernier (1997), The Faculty (1998) ou encore Mrs. Tingle (1999), qu'il a également réalisé.
À la télévision, il a créé les séries télévisées pour adolescents Dawson (1998-2003) et Vampire Diaries (2009-2017) ainsi que le thriller Following (2013-2015) et l'anthologie Tell Me a Story (2018-2020).

## Biographie
Williamson est né à New Bern, en Caroline du Nord. Fils cadet de Faye et Wade Williamson, un pêcheur, il passe ses premières années à Aransas Pass, au Texas. La famille Williamson retourne en Caroline du Nord pour ses années de lycée et il décroche ensuite un diplôme de théâtre à l'université de l'Est de la Caroline.
Il déménage alors à New York pour poursuivre une carrière d'acteur et obtient un rôle dans la série Another World en 1990. L'année suivante, il déménage à Los Angeles et participe à l'émission In Living Color (en), joue dans un film de Roger Corman, Hard Run, et dans des clips musicaux. Tout en prenant des cours sur l'écriture de scénarios à l'UCLA, il écrit son premier scénario, Killing Mrs. Tingle, inspiré du roman de même nom de Lois Duncan. Le scénario est acheté par une société de production en 1995 et il a l'occasion de réaliser lui-même le film en 1999, sous le titre Teaching Mrs. Tingle.

## Filmographie

### En tant que réalisateur
- 1999 : Mrs. Tingle (Teaching Mrs. Tingle) (Également scénariste)
- 2026 : Scream 7

### En tant que scénariste

#### Cinéma
- 1996 : Scream de Wes Craven
- 1997 : Souviens-toi... l'été dernier (I Know What You Did Last Summer) de Jim Gillespie
- 1997 : Scream 2 de Wes Craven
- 1998 : The Faculty de Robert Rodriguez
- 2005 : Cursed de Wes Craven
- 2011 : Scream 4 de Wes Craven

#### Télévision
- 1998-2003 : Dawson (Dawson's Creek) (6 épisodes)
- 1999 : Wasteland (2 épisodes)
- 2002 : L'Île de l'étrange (Glory Days) (2 épisodes)
- 2007 : Hidden Palms : Enfer au paradis (Hidden Palms) (2 épisodes)
- 2009-2017 : Vampire Diaries (The Vampire Diaries) (11 épisodes)
- 2011 : The Secret Circle (1 épisode)
- 2013-2014 : Following (The Following) (7 épisodes)
- 2014-2015 : Stalker (4 épisodes)
- 2015 : Scream (1 épisode - crédité car basé sur son scénario original)
- 2017 : Time After Time (2 épisodes)
- 2018-2019 : Tell Me a Story (3 épisodes)

### En tant que producteur
- 2000 : Scream 3 de Wes Craven
- 2005 : Cursed de Wes Craven
- 2005 : Venom de Jim Gillespie
- 2011 : Scream 4 de Wes Craven
- 2024 : The Exorcism de Joshua John Miller et M. A. Fortin

### En tant que producteur exécutif

#### Cinéma
- 1997 : Scream 2 de Wes Craven
- 1998 : Halloween, 20 ans après (Halloween H20: Twenty Years Later) de Steve Miner
- 2022 : Scream de Matt Bettinelli-Olpin et Tyler Gillett

#### Télévision
- 1998-2003 : Dawson (Dawson's Creek)
- 1999 : Wasteland
- 2002 : L'Île de l'étrange (Glory Days)
- 2007 : Hidden Palms : Enfer au paradis (Hidden Palms)
- 2009-2017 : Vampire Diaries (The Vampire Diaries)
- 2011-2012 : The Secret Circle
- 2013-2015 : Following (The Following)
- 2014-2015 : Stalker
- 2017 : Time After Time
- 2018-2020 : Tell Me a Story

### En tant que créateur
- 1998-2003 : Dawson
- 1999 : Wasteland
- 2002 : L'Île de l'étrange (Glory Days)
- 2007 : Hidden Palms : Enfer au paradis (Hidden Palms)
- 2009-2017 : Vampire Diaries (The Vampire Diaries) (développé avec Julie Plec)
- 2013-2015 : Following (The Following)
- 2014-2015 : Stalker
- 2017 : Time After Time
- 2018-2020 : Tell Me a Story

### En tant qu'acteur
Kevin Williamson a joué des rôles de figurants dans les films Scream 2, Hot Ticket, Dirty Money et la série Another World jouant Doogie en 1990.

### SérieDawson
- Dawson : d'après la série télévisée / créée par Kevin Williamson. Volume 1, La nouvelle venue / trad. Julie Guinard. Paris : J'ai lu. Séries TV n° 5396, nov. 1999, 157 p.  (ISBN 2-290-05396-1)
- "Dawson", l'album officiel ("Dawson's creek") : d'après la série télévisée "Dawson" créée par Kevin Williamson / par K. S. Rodriguez. Paris : Éd. 84, 1999, 48 p.  (ISBN 2-277-25047-3)

### SérieLe Journal de Stefan
D'après les romans de L.J. Smith et la série télé développée par Kevin Williamson et Julie Plec.
1. Le Journal de Stefan : Les Origines (Stefan’s Diaries : Origins, 2010) / trad. Aude Lemoine. Paris : Hachette, coll. "Black Moon", mars 2011, 261 p.  (ISBN 978-2-01-202161-7). Rééd. Le Livre de poche Jeunesse, coll. "Jeunes adultes" n° 1701, janv. 2013, 258 p.  (ISBN 978-2-01-320085-1)
2. Le Journal de Stefan : La Soif de sang (Stefan’s Diaries : Bloodlust, 2011) / trad. Aude Lemoine. Paris : Hachette, coll. "Black Moon", mai 2011, 237 p.  (ISBN 978-2-01-202277-5). Rééd. Le Livre de poche Jeunesse, coll. "Jeunes adultes", févr. 2013, 237 p.  (ISBN 978-2-01-320096-7)
3. Le Journal de Stefan : L’Irrésistible Désir (Stefan’s Diaries : The Craving, 2011) / trad. Aude Lemoine. Paris : Hachette, coll. "Black Moon", sept. 2011, 136 p.  (ISBN 978-2-01-202344-4). Rééd. Le Livre de poche Jeunesse, coll. "Jeunes adultes" n° 1796, janv. 2014, 236 p.  (ISBN 978-2-01-323960-8)
4. Le Journal de Stefan : L'Éventreur (Stefan’s Diaries : The Ripper, 2011) / trad. Aude Lemoine. Paris : Hachette, coll. "Black Moon", mai 2012, 259 p.  (ISBN 978-2-01-202806-7). Rééd. Le Livre de poche Jeunesse, coll. "Jeunes adultes" n° 1796, janv. 2014, 236 p.  (ISBN 978-2-01-323960-8)
5. Le Journal de Stefan : L'Asile (Stefan’s Diaries : The Asylum, 2012) / trad. Aude Lemoine. Paris : Hachette, coll. "Black Moon", août 2012, 255 p.  (ISBN 978-2-01-202859-3). Rééd. Le Livre de poche Jeunesse, coll." Jeunes adultes", janv. 2015, 255 p.  (ISBN 978-2-01-203185-2)
6. Le Journal de Stefan : Manipulés (Stefan’s Diaries : The Compelled, 2012) / trad. Aude Lemoine. Paris : Hachette, coll. "Black Moon", oct. 2012, 259 p.  (ISBN 978-2-01-202860-9)

## Récompense
- 1997 : Saturn Award du meilleur scénario aux Académie des films de science-fiction, fantastique et horreur pour Scream de Wes Craven.